# Weltkriegssammlung (Hannover)

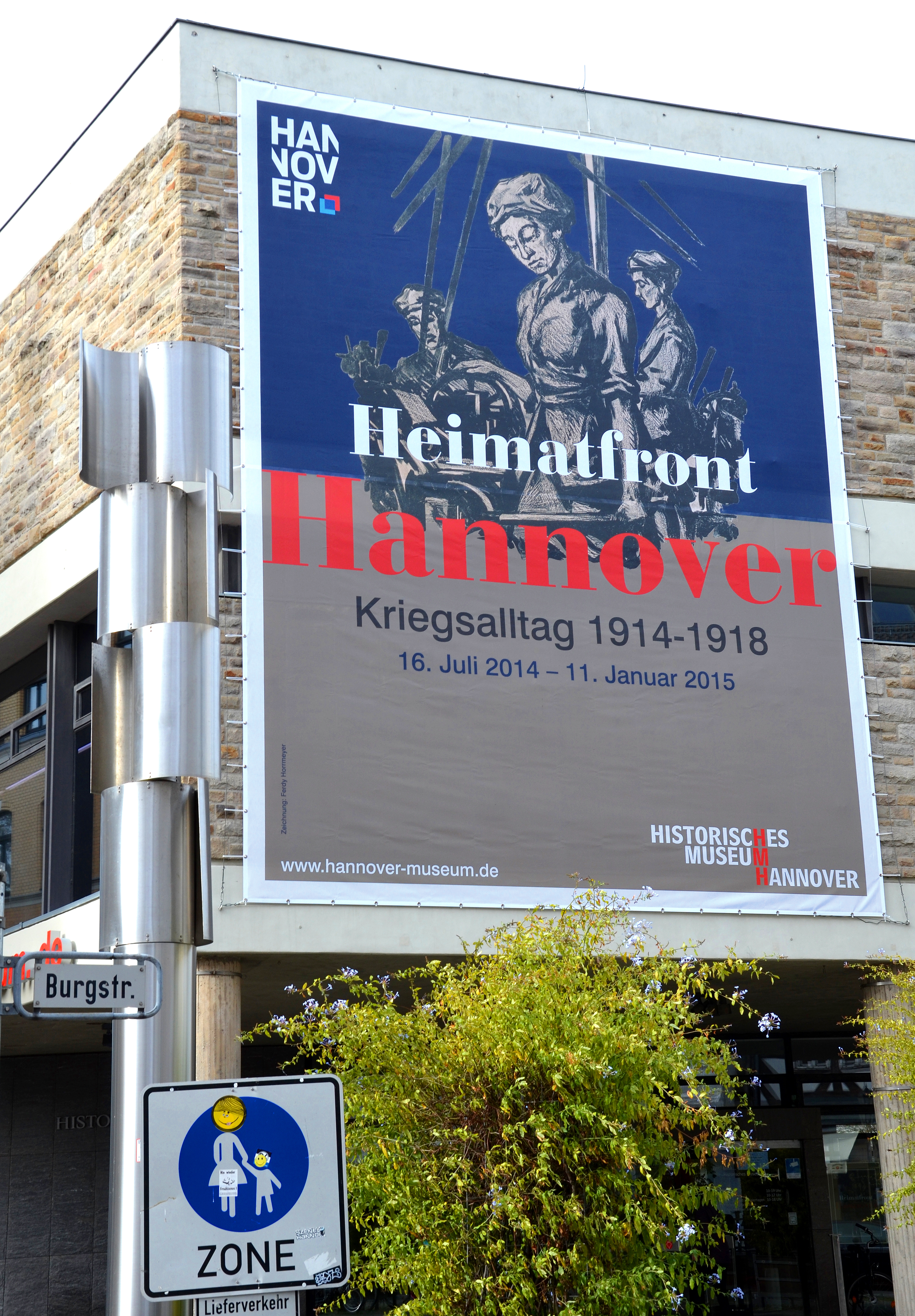
„Heimatfront Hannover, Kriegsalltag 1914 - 1918“, Großplakat zur Ausstellung bis zum 11. Januar 2015 im Historischen Museum Hannover, u. a. mit Exponaten aus der Weltkriegssammlung

Die Weltkriegssammlung in Hannover war eine den Krieg und insbesondere den Ersten Weltkrieg und seine angeblichen Helden verehrende, glorifizierende Sammlung und Dauerausstellung des vaterländischen Museums der Stadt (des heutigen Historischen Museums Hannover). Von den seinerzeit in der Prinzenstraße 4 im heutigen Stadtteil Mitte ausgestellten Beständen konnten bisher mehr als 300 Exponate gesichert der ursprünglichen Sammlung zugeordnet werden.

## Geschichte

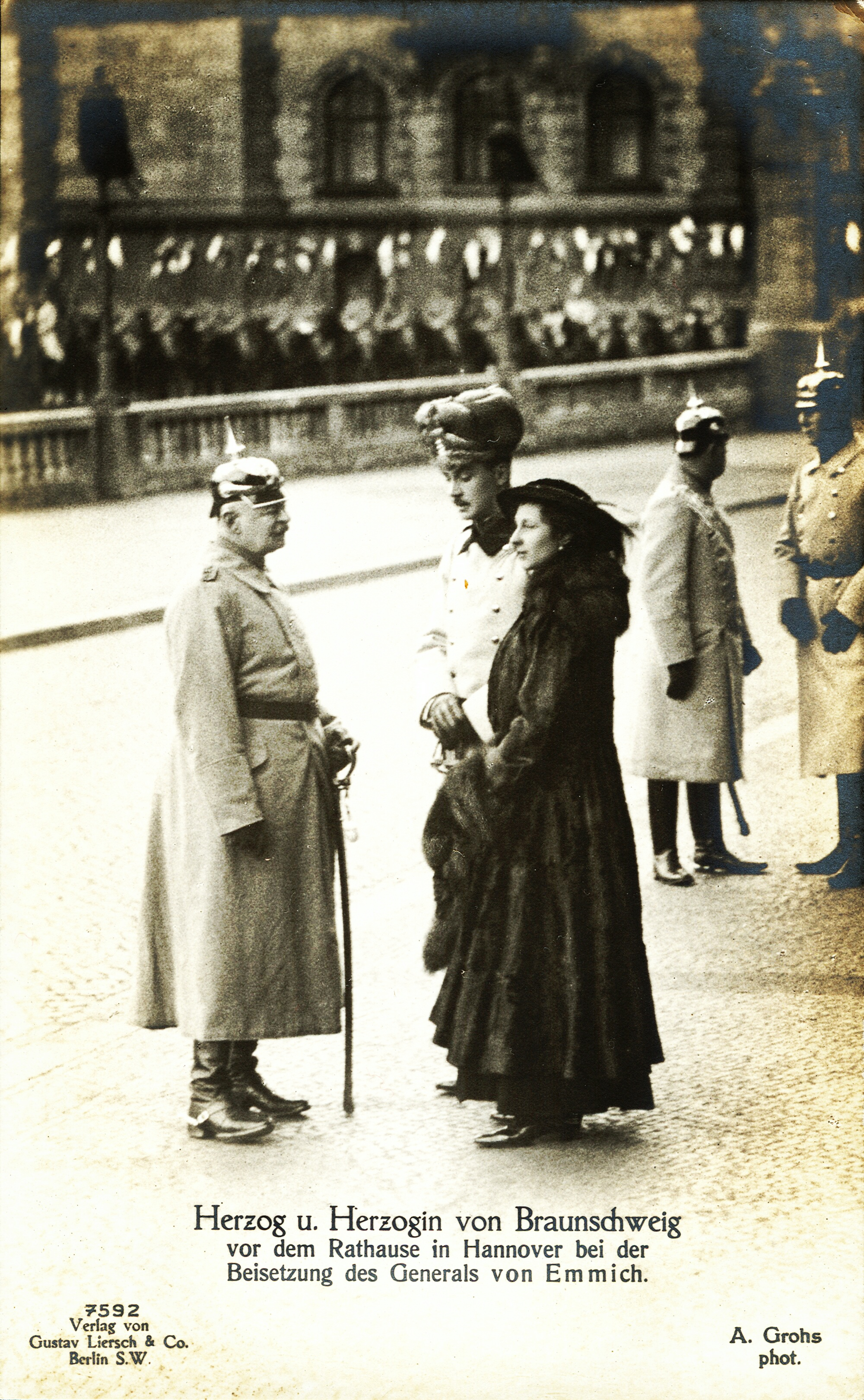
Beginn der Beisetzungs-Prozession für General Otto von Emmich vor dem Neuen Rathaus in Hannover, hier mit (v.l.) Großherzog Friedrich August, Herzog Ernst August und Viktoria Luise von Preußen;
sogenannte „Echfoto“-Postkarte von Alfred Grohs, Gustav Liersch & Co., Dezember 1915

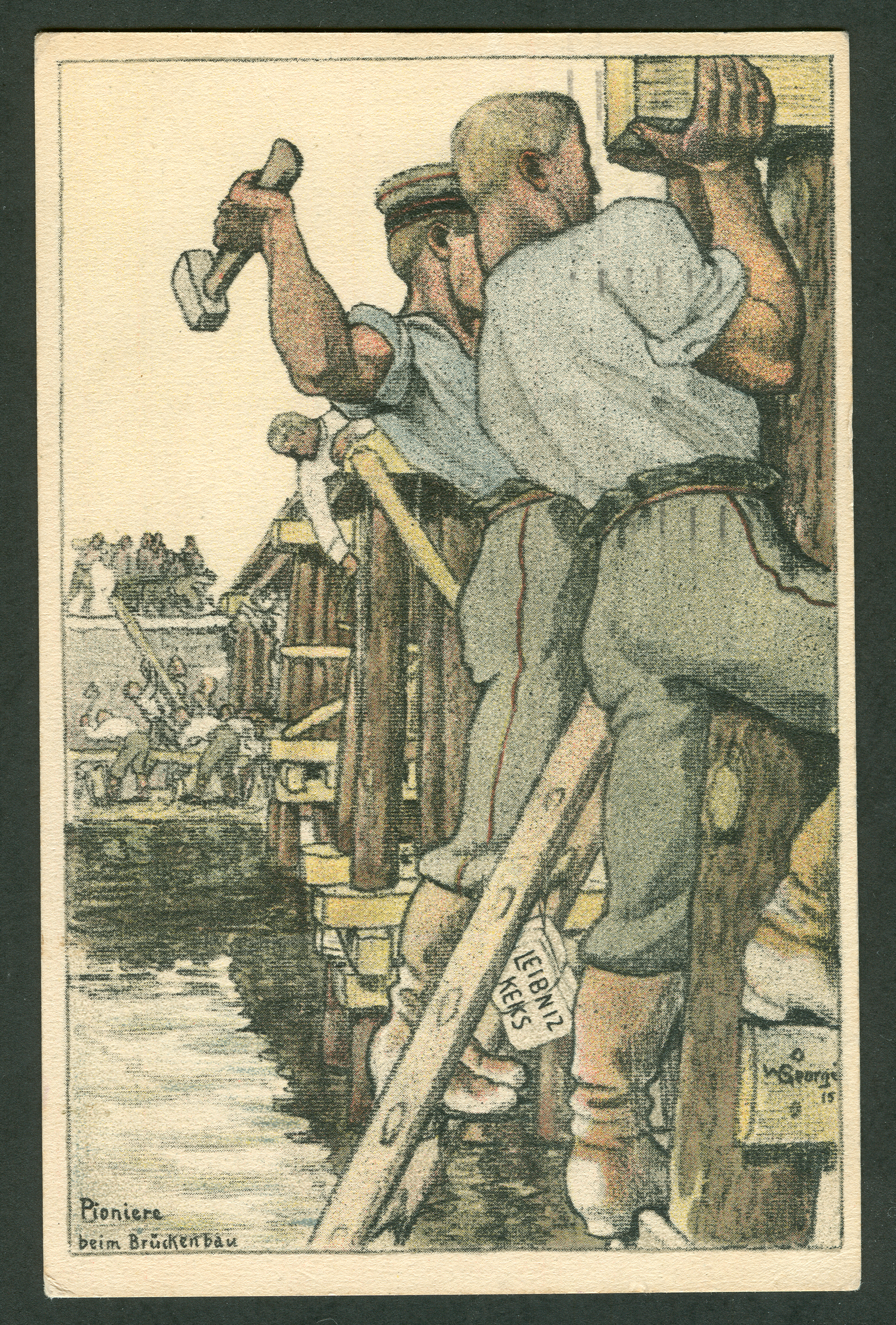
„Pioniere beim Brückenbau“; heroisierende Feldpostkarte mit den Leibniz-Keksen des hannoverschen Unternehmens Bahlsen;
Ansichtskarte von Walter Georgi, versandt 1916

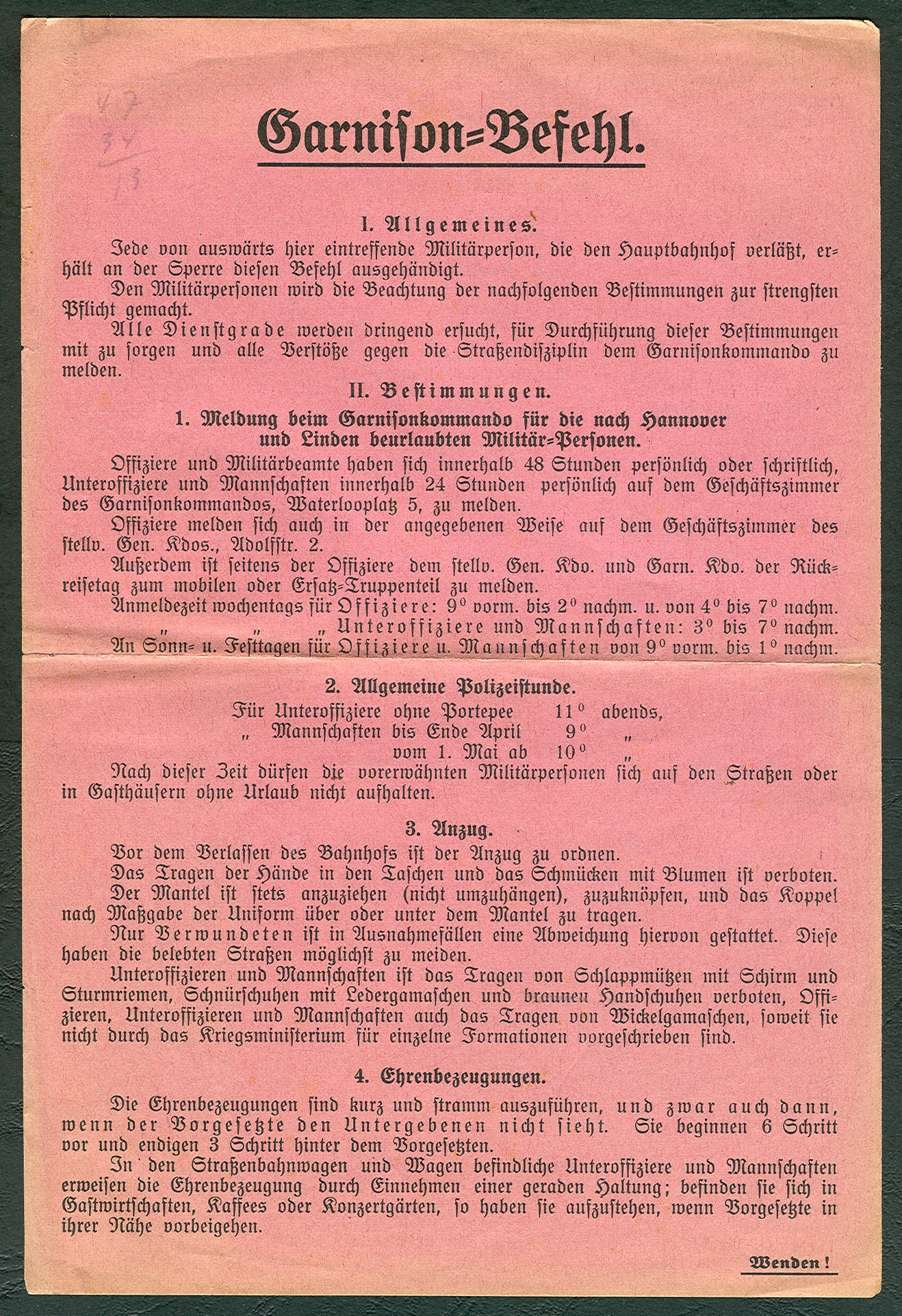
„Garnison-Befehl“ des Königlich Preußischen Garnisonkommandos Generalleutnant Freiherr von Maltzan am Waterlooplatz 5 bzw. in der Adolfstraße 2 vom 28. Januar 1916: Am Hauptbahnhof ankommende Soldaten auf Heimaturlaub durften unter anderem gewisse Kaschemmen und Dirnenquartiere nicht besuchen.

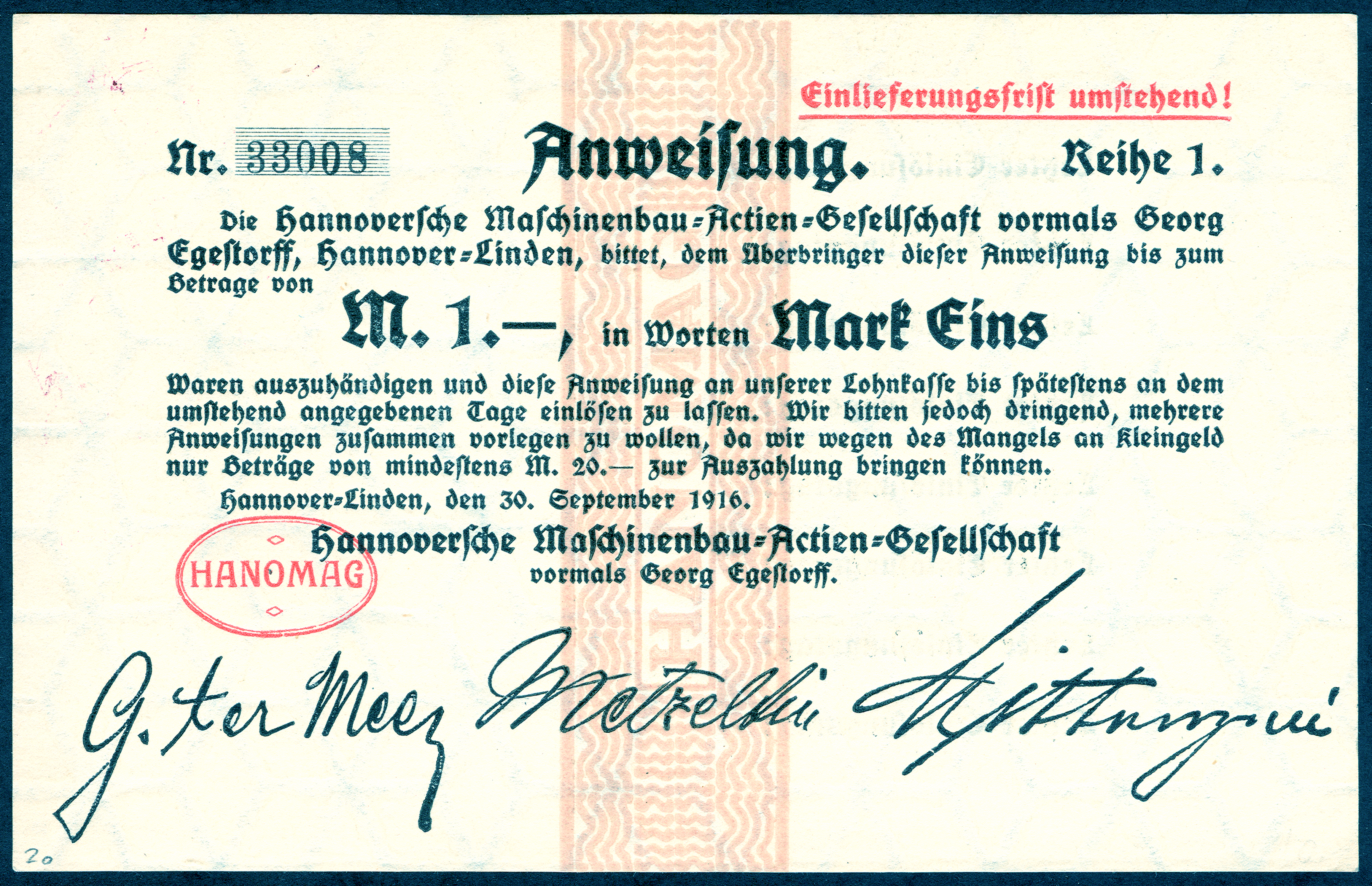
Notgeld: „Anweisung [...] wegen des Mangels an Kleingeld [...]“ der Lindener Hanomag vom September 1916

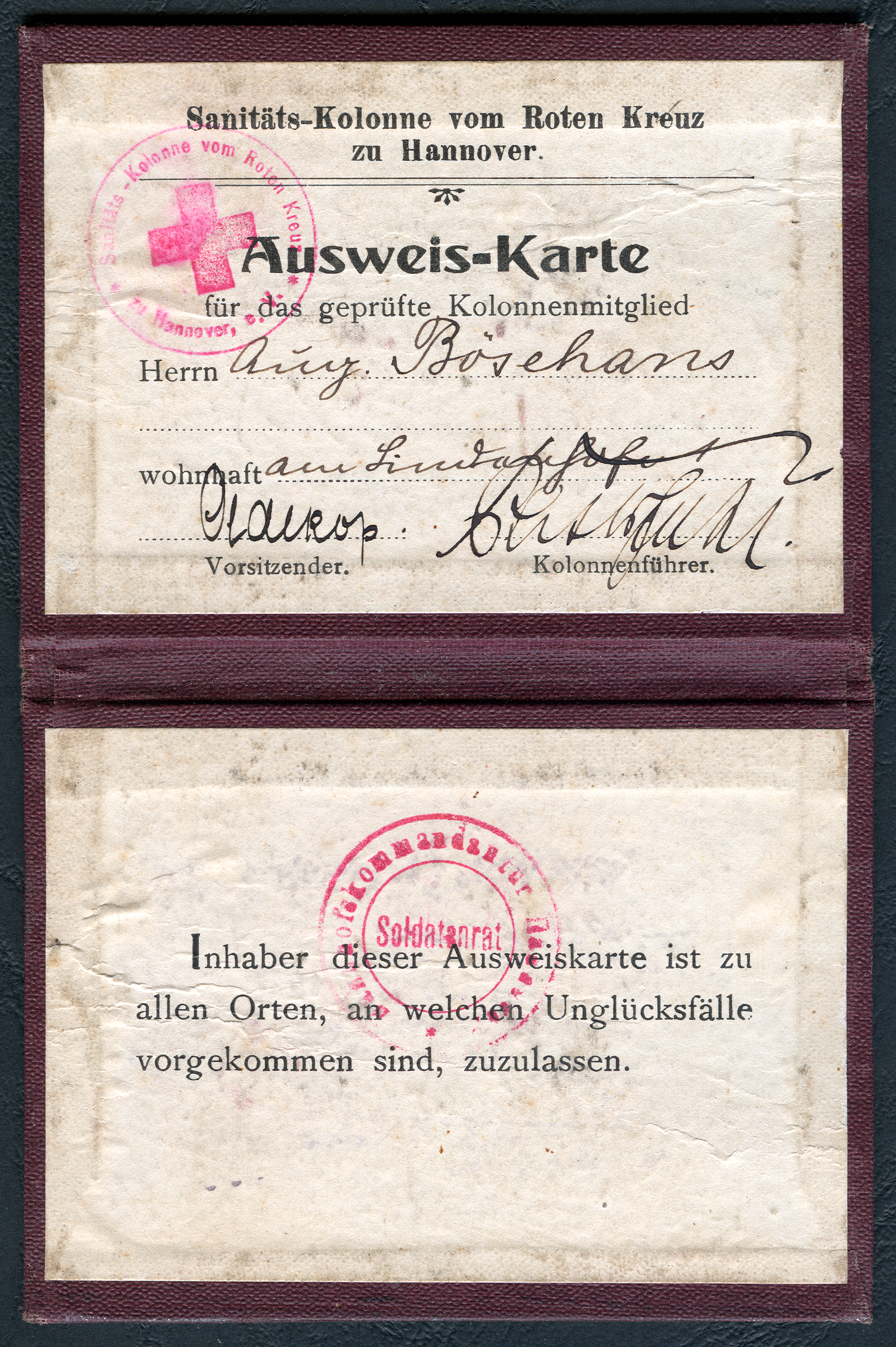
„Ausweiskarte“ von 1918 der Sanitäts-Kolonne vom Roten Kreuz Hannover, das schon zuvor die Wanderausstellung „Kriegsausstellung“ initiiert hatte

Bereits im Dezember 1914 empfahl der Vorstand des Vereins zur Förderung des Fremdenverkehrs die „Begründung einer Galerie von Feldzugserinnerungen in Hannover“, um „unserer Stadt beizeiten ein Denkmal großer zeit- und vaterländischer Gesinnung zu sichern“. Unterstützt durch Aufrufe und Schreiben des hannoverschen Magistrats, begann im Januar 1915 die Sammlungstätigkeit des Vaterländischen Museums. Begleitet wurde das Vorhaben durch die Waterloo-Jahrhundertausstellung sowie die beiden Kriegssonderausstellungen 1915 und 1916, die dem Museum einen erheblichen Zuwachs an Objekten brachte. Anfangs bestand die Sammlung des Vaterländischen Museums, das Mitglied der Vereinigung der Weltkriegssammler und Gründungsmitglied des Verbandes deutscher Kriegssammlungen war, vor allem aus rund 900 verschiedenen Notgeld-Scheinen. Allerdings legte das Sammlungskonzept des Vaterländischen Museums, das von dem Volkskundler Wilhelm Peßler entworfen wurde, „einen Schwerpunkt auf die breite Dokumentation der Alltagsgeschichte des Ersten Weltkriegs.“
Mit Leihgaben aus dem Nachlass des Generals Otto von Emmich richtete das Vaterländische Museum bereits 1916 eine „Emmich-Abteilung“ ein. Mit etlichen Exponaten konnte sich das Museum auch an der 1916 und 1917 in der Stadthalle Hannover gezeigten Wanderausstellung (Deutsche) „Kriegsausstellung“ des Deutschen Roten Kreuzes beteiligen.
Der Leiter der städtischen Kriegssammlung, Georg Biermann, brachte im Sommer 1918 seine Denkschrift betreffend die Ausgestaltung des Vaterländischen Museums heraus, in der er der städtischen Weltkriegssammlung eine über den rein lokalen Charakter hinausgehende Bedeutung zumaß, in ihr gar die „Grundlage für eine deutsche Weltkultur“ sah. In diesem Sinne erging im Juli 1918 über die Tagespresse ein erneuter Aufruf zur Sammlung von Kriegserinnerungen, durch die bis zum Ende des Krieges rund 5000 „Nummern“ in Erinnerung an die „Große Zeit“ und die Totalität des Krieges durch die Weltkriegssammlung dokumentiert werden konnten.
Zur Zeit der Weimarer Republik stieß die Sammlung der Exponate bei den Bürgern kaum noch auf Interesse. Die Angestellten des Vaterländischen Museums besannen sich stattdessen zurück auf die Traditionen der alten königlich hannoverschen Armeen. Die Weltkriegssammlung wurde daher nachträglich noch ergänzt, so etwa „durch die 1928 überführten 69 Fahnen und Standarten der Regimenter des X. Armeekorps“ des Deutschen Kaiserreichs.
Erst nach der Machtergreifung durch die Nationalsozialisten 1933 wurden die Bestände des Vaterländischen Museums reaktiviert für die dann im Leineschloss aufgebaute Heeresgedenkstätte im Leineschloss.
Durch die Luftangriffe auf Hannover im Zweiten Weltkrieg ging der Großteil der Sammlungsbestände verloren.

## Bestände
Die Weltkriegssammlung wurde vor allem durch die Sammlung der 1935 eröffneten Heeresgedenkstätte im Leineschloss ergänzt. Auch nach 1945 konnten ungezielt Zugänge erworben werden.
Zu den Objekten gehörten „Extrablätter hannoverscher Tageszeitungen, Karten, Propaganda der Kriegsgegner wie Fliegerabwürfe, "von gewissenlosen Vaterlandsverrätern verfaßte Schmähschriften, die den Geist der Soldaten vergifteten und die schmachvollen Novembertage von 1918 mit heraufbeschworen", Andenken aus deutschen Gefangenenlagern, außerdem belgische, serbische, englische und französische Uniformen, englische Waffen und Ausrüstungsgegenstände, Stahlhelme, Handgranaten, Granatwerfer, Uniformen des Generals von Emmich und andere Uniformen des X. Armeekorps, Gemälde, Zeichnungen und Fotos sowie Zeichnungen von Gefangenen“.
Die erhaltenen sowie die in der Zeit der Bundesrepublik Deutschland anfangs noch ungezielt erworbenen Zugängen können über die Inventardatenbank des Historischen Museums Hannover (heute noch ohne externen Zugriff, Stand: 07/2014) erschlossen werden. Darüber hinaus gibt es Aktenmaterial im Stadtarchiv Hannover unter der Archivnummer HR X.C. 4 Nr. 27.